# 外国国章损坏罪
外国国章损坏罪（日语：／）是日本的刑事罪行，意圖侮辱外國，而损坏、除去或污损外國之國旗等國章者成立（刑法92条）。
本罪并不规管针对日之丸旗等日本国章的行为，亵渎日本国旗等国章在日本无专门刑罚，但一定情况下器物损坏罪等仍可能成立。

## 概説
外国国章损坏罪分类于针对国家法益之罪下的国交相关罪之内。意圖侮辱外國，而损坏、除去或污损外國之國旗等國章者成立，法定刑为2年以下有期徒刑或20万日元以下罰金（刑法92条1項）。本罪为親告罪，无外国政府之請求下无法提起公訴（刑法92条2項）。

### 具体案例
- 1956年7月，中華人民共和国京劇演员梅蘭芳訪日之際，大阪市有抗议活动举行，期间街宣車悬挂的中華民国国旗（青天白日满地红旗）被人取走。大阪地方检察厅（日语：大阪地方検察庁）侦办后认为「拿走民間人士所持的国旗无法处罚」，作出不起訴处分。
- 1958年5月，長崎市内举办邮票展览会时，有男性降下会場内悬挂的中華人民共和国五星紅旗并加以侮辱，当时日本与中华人民共和国尚未邦交正常化[1]。此事警察并未深究，仅依违反輕犯罪法开出500日元科料处分（亦有当時邦交国中華民国所作请求因素在内）。中華人民共和国方面随后采取外交对抗措施，取消了包括已成立合约在内的中日间所有商贸契約。
- 1993年「多哈悲剧（日语：ドーハの悲劇）」[註 3]后，日本足球迷降下伊拉克驻日大使馆（日语：駐日イラク大使館）悬挂的伊拉克国旗并带走。虽然该行為触犯外国国章损坏罪，但伊拉克使馆态度宽容，称这是“日本人愛国心的表现，放在信箱里也好，只要还给我们就行了”，未提起告訴。
- 俄罗斯外交部称，2011年2月7日（日本「北方领土之日（日语：北方領土の日）」），有右翼团体为抗议俄罗斯对北方地域的实际控制，在俄罗斯驻日大使馆前进行抗议街宣时拖烂俄罗斯国旗。俄罗斯外交部召见日本公使井出敬二，要求侦办案件及处罚犯人[2]。一段时间后，日本外務省透过驻俄大使馆回答称「无法确认有构成外国国章损坏罪的事实。侮辱的是模仿俄罗斯国旗的自制物品，并未侮辱大使馆悬挂的国旗，所以无法问罪」[3]。俄罗斯方面无法接受，再次召见井出公使提出抗议及要求重新侦办，同时宣布禁止相关右翼团体的幹部入境俄罗斯[4]。
- 为避免触犯本罪，侮辱对象有时会选为类似或象征对象国国旗的事物，例如标榜行动的保守（日语：行動する保守）的右翼团体曾踩踏模仿太極旗制成的「百事蟑螂垫」（ペプシゴキブリマット）[5]。
- 亦有很多其他国家同样规管亵渎国旗等行为（参见火刑式（日语：火刑式））。在有的国家，为避免警察部门介入处理，会选择指骂国旗「肮脏」并表演「洗国旗」仪式，但日本并未普及。

## 保護法益
包括本罪在内，关于国交相关罪的保護法益有两种相互对立的说法，一说基于各類型罪所定的目的及外国政府之請求这一訴訟条件等观点，认为保護法益是国際法上的義務乃至国際法秩序下应保护的外国利益，另一说基于本罪所在章节为「国交相关罪」等观点，认为保護法益是日本国的对外地位乃至外交作用。

## 客体
外国国章损坏罪的客体为外国之国旗等国章。国章指象征国家权威的物件。
关于客体的范围有两种相互对立的说法，一说认为限定于大使館等官方悬挂的国章，另一说认为亦包括在国际体育场等公共场所由私人悬挂的国章。

## 行為
本罪的行為为损坏、除去、污损外国之国旗等国章。

### 损坏
根据判例，「损坏」是指「透过破坏或损毁国章本身的方法，如撕裂或切碎国旗等，使其象征外国威信及尊严之效用灭失或减少的行为」（大阪高判昭和38年11月27日高刑集16卷8号708頁）。

### 除去
根据判例，「除去」是指「不损坏国章本身，而透过移动位置、遮蔽等方法，使国章在当前所在位置发挥的象征外国威信及尊严之效用灭失或减少的行为」（最決昭和40年4月16日刑集19卷3卷143頁）。
其中，关于遮蔽亦有认为应属「损坏」之説及认为属類推解释、不应包括在内之説。

### 污损
根据判例，「污损」是指「将使人抱有嫌恶之情的事物附着或附置于国章本身，从而使国章的效用灭失或减少的行为」（大阪高判昭和38年11月27日高刑集16卷8号708頁）。

## 目的犯
本罪为目的犯，意圖侮辱外國方构成本罪（刑法92条1項）。

## 訴訟条件
本罪无外国政府之請求下无法提起公訴（刑法92条2項）。参见刑事訴訟法237条3項。

## 罪数
关于客体为他人所有物时，本罪与器物损坏罪的关系，多数说为想象竞合说，亦有法条競合説。

## 脚注
1. ↑  自由民主党议员曾于2012年5月向国会提出增加“国旗损坏罪”的刑法改正案，试图规管损坏、除去或污损日本国旗的行为，最终未成为法律。
2. ↑  如1987年冲绳的日之丸焚烧丢弃事件，焚烧日之丸旗的知花昌一器物损坏罪成，1995年缓刑确定。
3. ↑  1994年國際足總世界盃外圍賽 (亞洲區)最终战于多哈进行，伊拉克在比赛结束前补时阶段踢进一球，使日本队与伊拉克队2：2平局收场，加上其他不利条件，原本排名第一位的日本跌至第三，失去首次参赛世界杯的机会。